# Гражданская улица (Кронштадт)
Гражданская улица — улица в Кронштадте. Пролегает между улицами Зосимова и Карла Маркса к югу от Владимирской улицы. Протяжённость магистрали — 470 м.

## История
Улица известна с XVIII века как Купеческая, под этим же именем значится в справочной книге 1916 года. 2 ноября 1918 года получила своё нынешнее название.
Ряд территорий в районе Гражданской улицы являются охраняемыми средовыми районами. Согласно Закону Санкт-Петербурга «О границах зон охраны объектов культурного наследия на территории Санкт-Петербурга и режимах использования земель в границах указанных зон и о внесении изменений в Закон Санкт-Петербурга „О Генеральном плане Санкт-Петербурга и границах зон охраны объектов культурного наследия на территории Санкт-Петербурга“» (принят Законодательным Собранием Санкт-Петербурга 24 декабря 2008 года) Гражданская улица относится к элементам исторической планировочной структуры с охраняемой трассировкой, аллейными посадками и озеленением.

## География
Гражданская улица пролегает в направлении с востока на запад (по нумерации домов) от улицы Карла Маркса до улицы Зосимова между улицами Владимирской и Всеволода Вишневского. Протяжённость магистрали — около 470 м.

## Здания, сооружения, организации
- Жилые дома.
- Коммерческие помещения и организации[6].

## Пересечения
С востока на запад (по нумерации домов):
- улица Карла Маркса
- проспект Ленина
- Посадская улица
- улица Зосимова

## Транспорт
- Автобусы: № 2Л, 101, 101Э, 175, 207, 215, 406[7].